# 普維敦斯灰
普維敦斯灰（Providence Grays）是一支19世紀的美國職棒球隊。球隊的根據地在罗德岛州普洛威頓斯，主場在Olneyville附近的Messer Street Grounds。它在1878年到1885年間是國家聯盟的一員。曾經於1879年與1884年兩度獲得國家聯盟的冠軍。

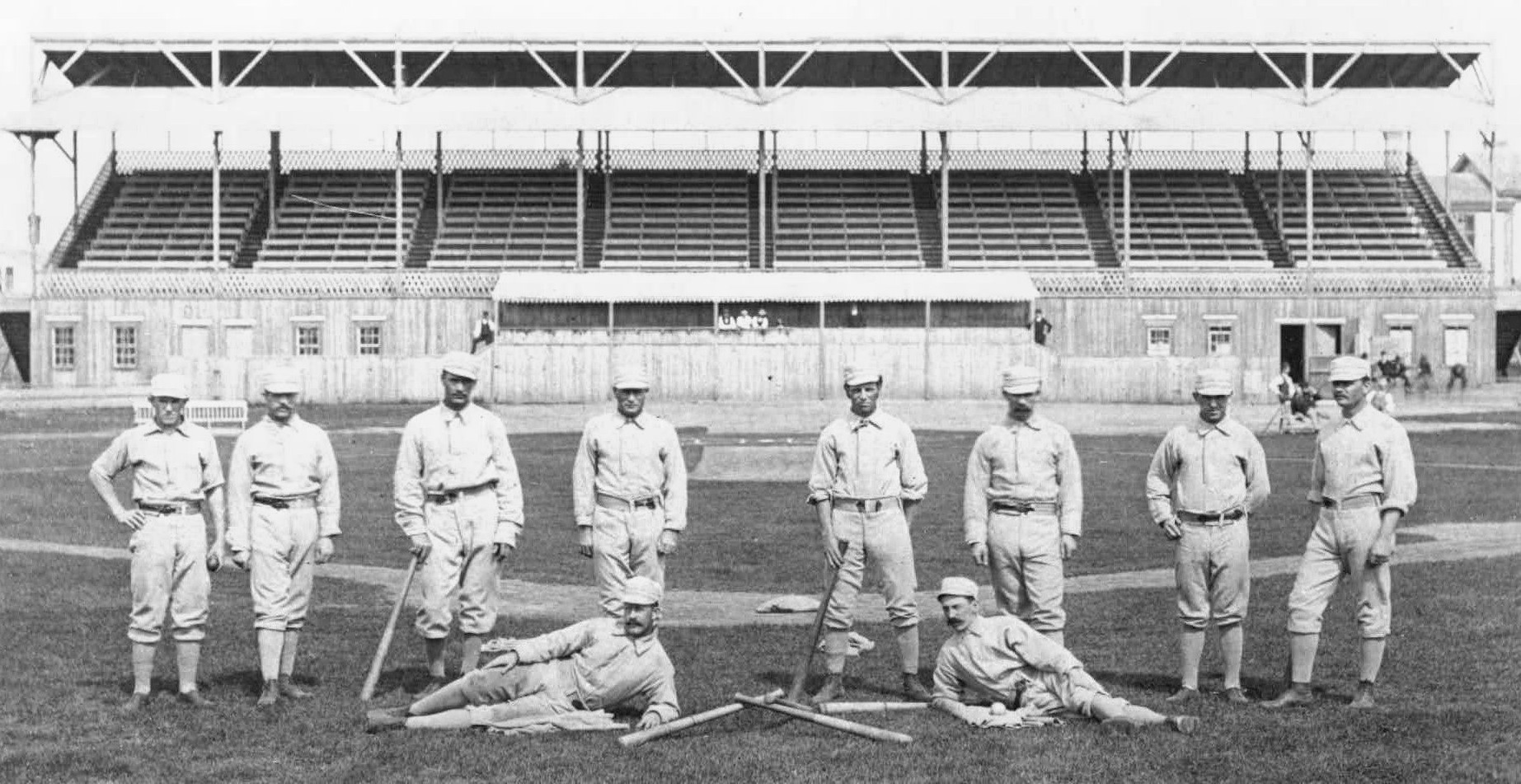
拍攝於1879年

1879年冠軍隊的王牌球星是後來進入棒球名人堂的約翰·蒙哥馬利·瓦德；1884年冠軍隊的王牌球星是查爾斯·拉德布恩，他也是棒球名人堂的一員。
這支球隊可能是第一支讓非裔美國人參賽的職業球隊——在1879年6月21日，布朗大學的學生球員William Edward White為普維敦斯灰出賽了一場。這件事雖然有有力的證據，但還不夠具決定性。根據2004年1月30日华尔街日报的報導，美國棒球研究學會的Peter Morris曾經研究過這項議題。
在現代世界大賽這個制度出現之前，普維敦斯灰也是早期球隊中少數幾個曾經獲得全國冠軍的球隊之一。於1884年以三勝零敗的成績贏了美國協會的冠軍紐約大都會。

## 特殊事蹟
貝比·魯斯在1914年時曾經為普維敦斯灰隊出賽。